# Hucho
A Hucho a sugarasúszójú halak (Actinopterygii) osztályának lazacalakúak (Salmoniformes) rendjébe, ezen belül a lazacfélék (Salmonidae) családjába tartozó nem.

## Tudnivalók
A Hucho-fajok Eurázsia édesvizeinek nagytestű lazacféléi; a legnagyobb hosszuk 50-200 centiméter között mozog.

## Rendszerezés
A nembe az alábbi 4 faj tartozik:
- Hucho bleekeri Kimura, 1934
- dunai galóca (Hucho hucho) (Linnaeus, 1758)
- Hucho ishikawae Mori, 1928
- tajmen (Hucho taimen) (Pallas, 1773)